# Nozay (Essonne)
Nozay is een gemeente in het Franse departement Essonne (regio Île-de-France) en telt 4732 inwoners (2004). De plaats maakt deel uit van het arrondissement Palaiseau.

## Geografie
De oppervlakte van Nozay bedraagt 7,3 km², de bevolkingsdichtheid is 648,2 inwoners per km².
De onderstaande kaart toont de ligging van Nozay (Essonne) met de belangrijkste infrastructuur en aangrenzende gemeenten.

## Demografie
Onderstaande figuur toont het verloop van het inwonertal (bron: INSEE-tellingen).